# Guerre défensive
Une guerre défensive (allemand : Verteidigungskrieg) est l'une des façons de justifier la guerre par les critères de la Guerre Juste. Cela signifie qu'au moins une nation essaye principalement de se défendre elle-même contre une autre, par opposition à une guerre où les deux parties tentent de s'envahir et de se conquérir.

## Histoire
Des partisans Américains de la guerre contre les Britanniques ont soutenu que la Guerre de 1812 fut une guerre défensive.
L'érudit islamique Soufyan al-Thawri (716-778), que Khadduri (1909-2007) a qualifié de pacifiste, a maintenu que le jihad (guerre sainte) en est une également.